# Sam Darnold
Samuel Richard Darnold (Capistrano Beach, Californië, 5 juni 1997) is een Amerikaanse quarterback voor de Minnesota Vikings in de National Football League (NFL). Hij speelde voor de University of Southern California (USC) en werd door de New York Jets als derde gekozen in de NFL Draft van 2018. Op 5 april 2021 werd hij geruild naar de Carolina Panthers. Na twee seizoenen bij de Panthers, tekende hij voor één seizoen bij de San Francisco 49ers. Momenteel speelt hij voor de Minnesota Vikings.
Darnold is geboren in Capistrano Beach, California op 5 juni, 1997. Toen hij vijf jaar oud was begon hij met basketbal. Darnold ging naar San Clemente High School in San Clemente, California. Nadat hij baseball speelde in zijn eerste jaar, speelde hij football en basketbal.